# كونو ماير
كونو ماير (بالألمانية: Kuno Meyer)‏ هو لغوي ومترجم ألماني، ولد في 20 ديسمبر 1858 في هامبورغ في ألمانيا، وتوفي في 11 أكتوبر 1919 في لايبزيغ في ألمانيا.

## وصلات خارجية
- كونو ماير على موقع الموسوعة البريطانية (الإنجليزية)